# Lucy Jemio
Lucy Jemio (La Paz, 1954 – 4 de abril de 2025) fue una literata, investigadora y docente universitaria boliviana especializada en literatura oral y culturas indígenas. Es considerada una de las principales impulsoras de la documentación y preservación de la memoria oral de los pueblos andinos y amazónicos de Bolivia.

## Trayectoria profesional
Jemio estudió la carrera de literatura en la Universidad Mayor de San Andrés (UMSA), donde defendió su tesis sobre el cuento oral aimara Jamp’atuta y, el mismo día, fue designada docente del Taller de Cultura Popular, cátedra que dirigió durante casi cuarenta años.
En 1986 fundó el Archivo Oral, que llegó a reunir unas 500 horas de grabaciones y alrededor de 7.000 relatos recopilados en más de 100 comunidades indígenas, con la participación de varias generaciones de estudiantes de la carrera de literatura. La metodología de este trabajo incluía grabar los relatos en la lengua original y acompañarlos de datos contextuales sobre el narrador, el momento de la narración y la comunidad de origen. Según explicó, en la literatura oral la montaña organiza el universo; no es solo un escenario, sino un personaje vivo.
Jemio impulsó la colección Mitos y cuentos, compuesta por 22 volúmenes que documentan cosmovisiones de culturas quechua, aimara, chiquitana, mosetén, tacana, esse ejja, chimane, yaminawa, movima, entre otras. En 2007 publicó Senderos y mojones. Literatura oral aimara, una obra representativa del enfoque analítico que desarrolló.
Falleció el 4 de abril de 2025 a los 71 años, dejando un amplio legado académico y cultural sobre el entendimiento de la tradición oral. Su trabajo permite comprender la diversidad cultural y la literatura oral de Bolivia.